# Andreas Hamm

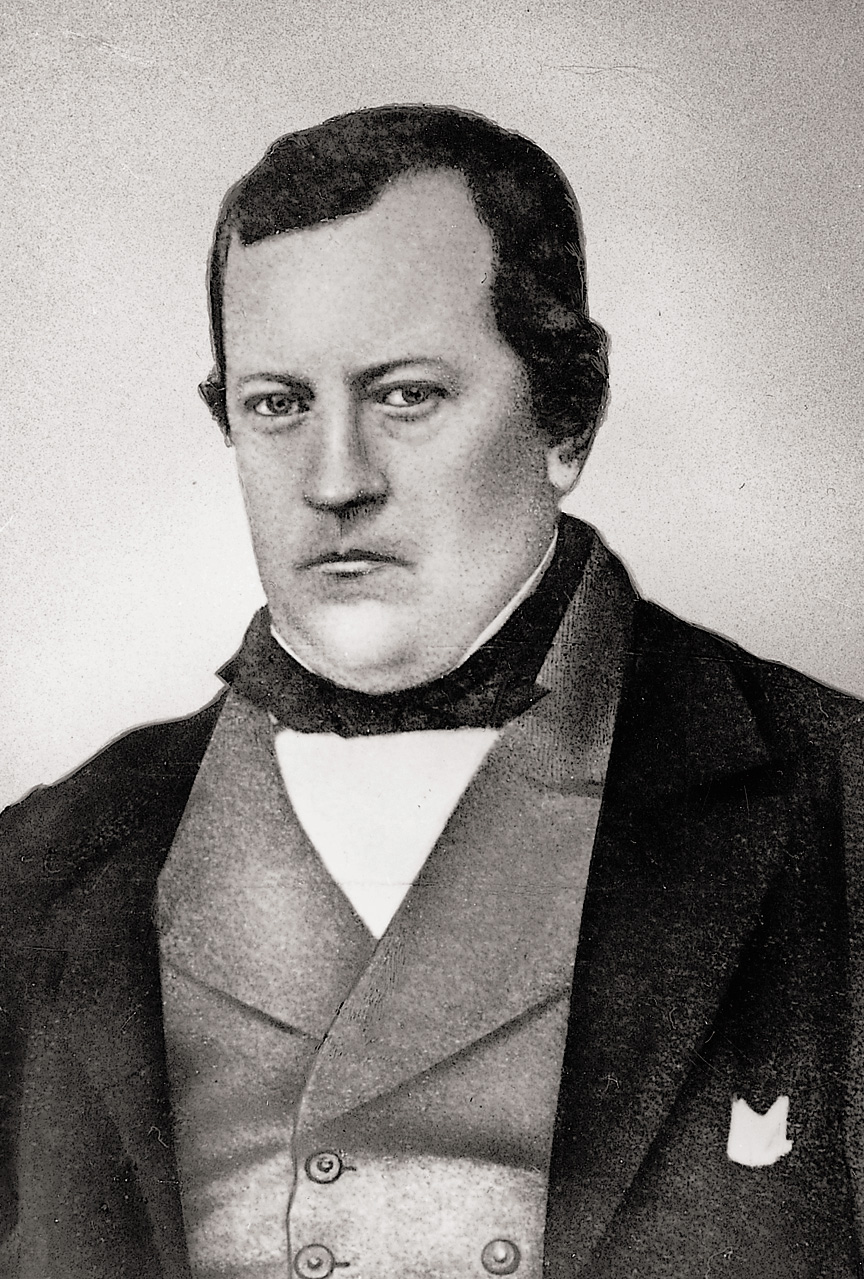
Andreas Hamm, Litho um 1860

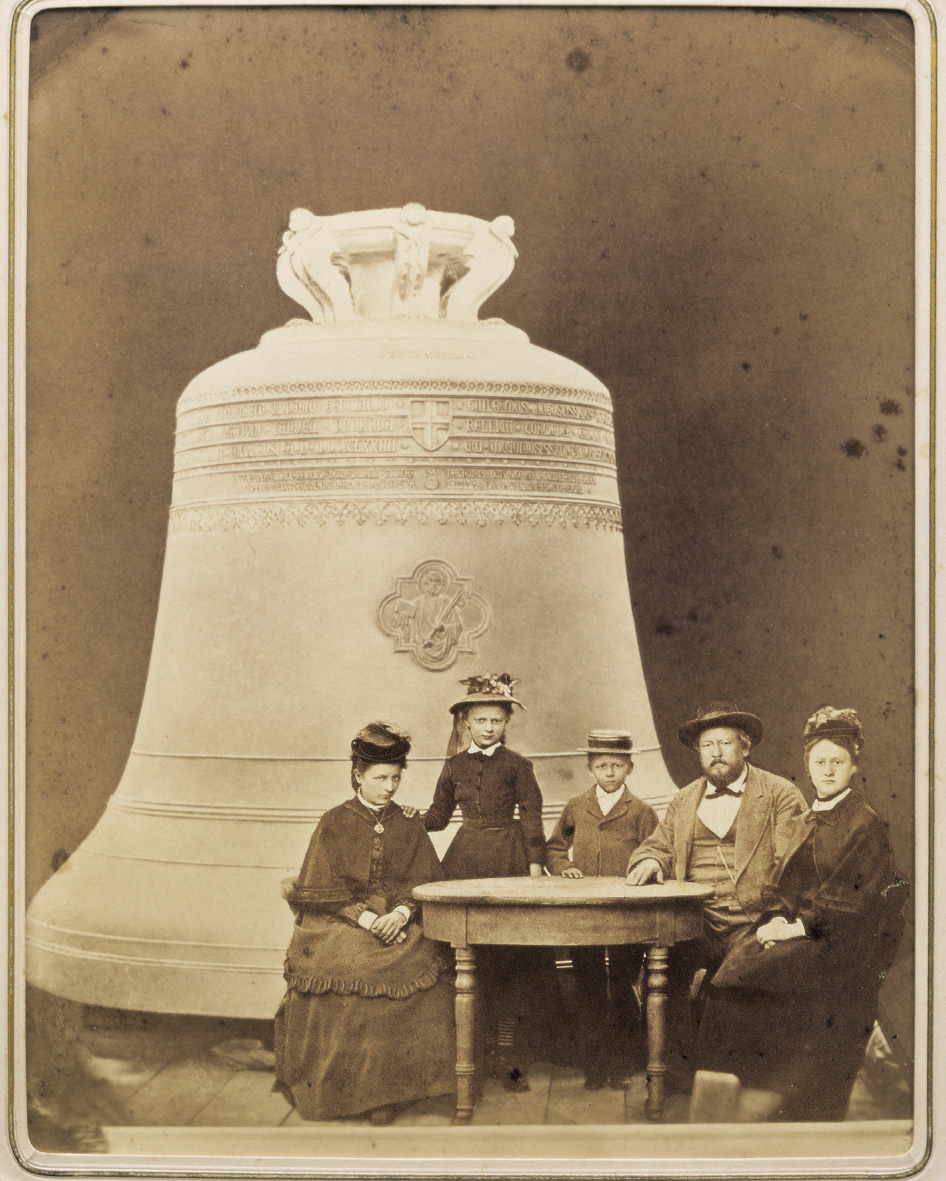
Andreas Hamm 1874, vor der von ihm gegossenen Kaiserglocke für den Kölner Dom

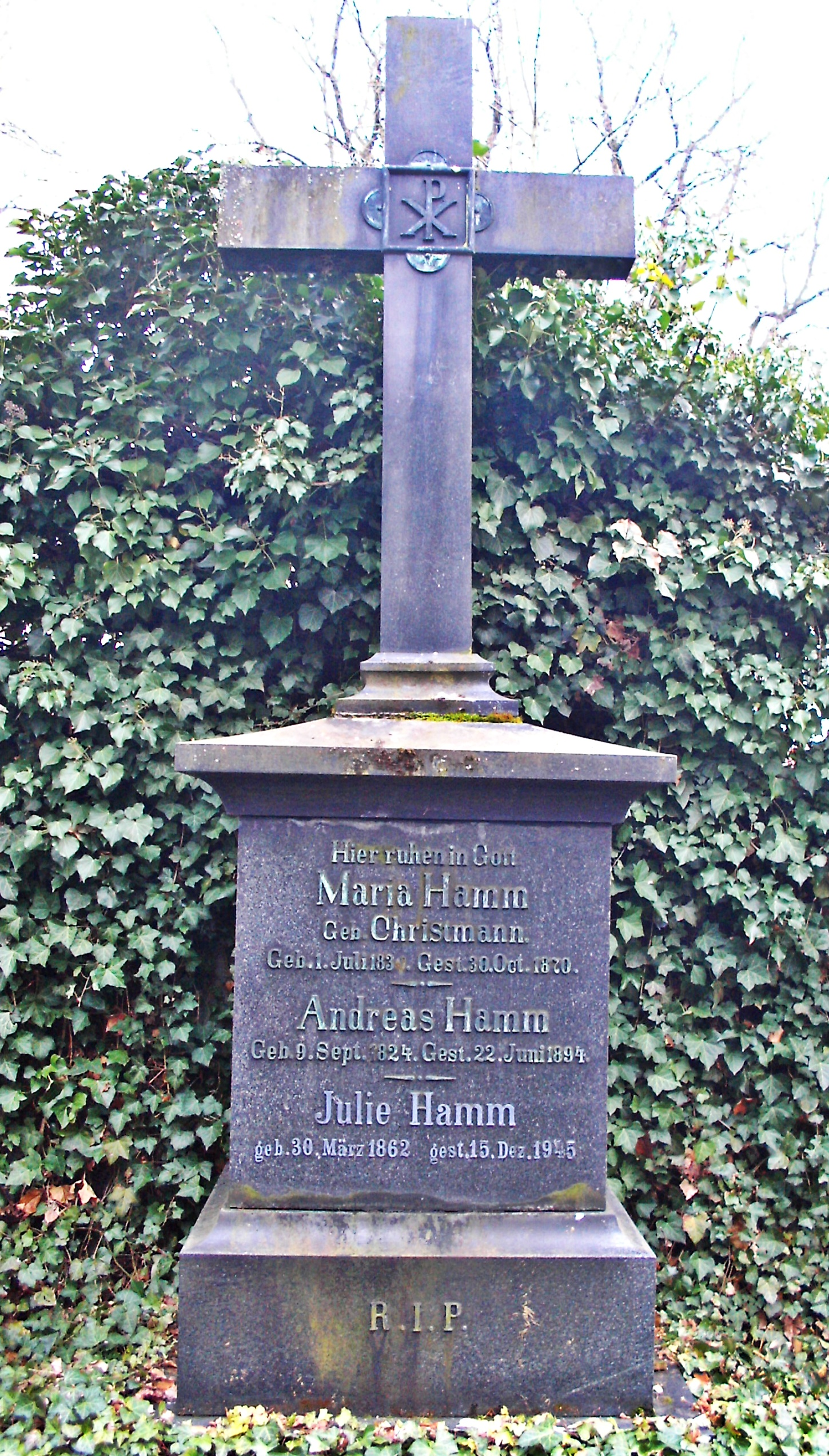
Grab von Andreas Hamm, Hauptfriedhof Frankenthal (Pfalz)

Andreas Hamm (* 9. September 1824 in Wittersheim; † 22. Juni 1894 in Frankenthal (Pfalz)) war ein deutscher Glockengießer. Er entwickelte, produzierte und vertrieb auch Druckereimaschinen, insbesondere Schnellpressen.

## Leben und Wirken
Er wurde als Sohn des Müllers bzw. Mühlenarztes Andreas Hamm (1798–1859) und dessen Ehefrau Marie de la Paix geboren. Wie sein Bruder Georg erlernte Andreas Hamm die Glockengießerei bei Peter Lindemann in Zweibrücken. Beide Brüder betrieben zunächst ihr Handwerk im Heimatort Wittersheim.
In Frankenthal verheiratete sich Hamm mit „Maria Christmann“. Eine Tochter von Andreas Hamm aus Frankenthal heiratete 1875 ihren Cousin Fritz Hamm, den Sohn von Georg Hamm. Fritz Hamm (* 1848 in Kaiserslautern) gründete 1875 die gleichnamige Glockengießerei in Augsburg, die unter seinem Sohn Fritz Hamm II. (1878–1935) bis 1922 bestand. Andreas Hamm starb am 22. Juni 1894 in Frankenthal.
Schwerpunkte des Wirkens von Andreas Hamm waren die Glockengießerei und seine unternehmerische Tätigkeiten. Als Entwickler engagierte er sich technisch und meldete Patente an. Sozialengagement zeigte er unter anderem mit dem Bau von Wohnungen für seine Arbeiter. Hamm gehörte dem Stadtrat an und war als Mitglied der Kirchenverwaltung sowie Mitbegründer des Kirchenmusikvereins in der katholischen Pfarrgemeinde aktiv. Im kulturellen und geselligen Leben Frankenthals spielte er eine wichtige Rolle.

## Glockengießerei
Nach einer Lehr- und Wanderzeit in Frankreich, das er 1848 verließ, rief ihn sein Bruder Georg zur Unterstützung nach Frankenthal, wo jener 1844 die alteingesessene Glockengießerei Schrader übernommen hatte und zusammen mit dem wohlhabenden Reeder Georg Adam Kühnle auch Grauguss herstellte. Andreas Hamm siedelte sich in der Stadt an und trat zunächst treuhänderisch an die Stelle seines Bruders in der „Glockengießerei und Maschinenfabrik Hemmer, Hamm & Cie.“. Durch Auflösung dieser Gesellschaft erhielt Hamm zunächst 1850 die alte Gießerei in der Stadt und betrieb sie selbstständig. Er übernahm dabei die Firmenanteile des Bruders Georg, der wegen aktiver Beteiligung am Pfälzischen Aufstand flüchten musste und sich später, nach seiner Begnadigung, in Kaiserslautern niederließ. 1852 verlegte Andreas Hamm das Unternehmen vor die Stadtmauern und erweiterte den Betrieb mit Maschinenbau. Die alte Firma führte Georg Adam Kühnle unter Ausschluss der Glockenherstellung alleine weiter. Daraus wurde später die Frankenthaler Maschinenfabrik Kühnle, Kopp & Kausch.  Schon 1892 hatte Hamm den Betrieb an seinen Sohn Karl Hamm (1866–1931) übergeben. Dieser, und später dessen Sohn Hermann Hamm (1896–1971), führten das Unternehmen weiter. Die Firma existierte bis 1960, als die Glockengießerei in Frankenthal eingestellt wurde. In der Gießerei wurden über 1500 größere Glocken hergestellt; die bekannteste und zugleich größte davon war 1874 die Kaiserglocke für den Kölner Dom.

## Druckereimaschinen
1856 lernte Andreas Hamm den Techniker Andreas Albert kennen, der bei dem Würzburger Druckmaschinenunternehmen Koenig & Bauer in die Lehre gegangen war. Gemeinsam beschlossen sie 1861, neben Glocken und Gussteilen auch Schnellpressen herzustellen und es folgte 1863 die Gründung der Druckmaschinenfabrik Albert & Hamm. 1873 trennten sich beide Geschäftspartner und Hamm widmete sich wieder hauptsächlich dem Glockenguss. Um 1890 hatte Andreas Hamm zusammen mit seinem Sohn Karl noch einmal mit der Produktion von Pressen und Druckmaschinen begonnen. Nach dem Tod des Vaters verkaufte der Sohn diesen Unternehmensteil 1895 an Wilhelm Müller in Heidelberg, woraus sich die Weltfirma Heidelberger Druckmaschinen AG (Heideldruck) entwickelte.